# Ectropoceros artificiosa
Ectropoceros artificiosa är en fjärilsart som beskrevs av Edward Meyrick 1911. Ectropoceros artificiosa ingår i släktet Ectropoceros och familjen äkta malar.
Artens utbredningsområde är Sri Lanka. Inga underarter finns listade i Catalogue of Life.